# Palais de la Banque d'Italie (Naples)
Pour les articles homonymes, voir Palais de la Banque d'Italie (homonymie).
Le palais de la Banque d'Italie est un palais monumental de Naples situé Via Cervantes. 

## Histoire
Le bâtiment a vu le jour lorsque, en 1937, le bureau pour la renaissance du Rione Carità a mis au point une nouvelle variante incluant parmi les bâtiments à démolir le palais Sirignano, situé entre la Via Medina et la Piazza del Municipio. La zone obtenue par les démolitions aurait servi à la construction d'un grand bâtiment de 90 mètres de long conçu par l'ingénieur Guido Milone (directeur de la société pour l'assainissement) à destination de la Banque d'Italie. Le palais Sirignano et d'autres bâtiments situés à l'endroit du nouveau bâtiment ont été démolis en 1939. La première pierre a été posée en présence du roi, de son fils Umberto et du cardinal Ascalesi, mais le projet a été interrompu par la guerre. 
En 1949, le concours pour la poursuite des travaux est annoncé. Les lauréats sont De Lieto et Ferrobeton, ainsi que leurs concepteurs Marcello Canino et Arnaldo Foschini. La solution d'un seul grand bâtiment occupant l'ensemble du bloc a été remplacée par une solution comprenant un bâtiment de taille plus réduite. Un autre bâtiment, de taille similaire à celle de la Banque d'Italie et d'un style sensiblement similaire, qui aurait occupé la partie restante du bloc, a été conçu par Foschini pour l'INA. 
Le bâtiment de la Banque d'Italie a été inauguré le 30 juin 1957 . 

## Description
La composition est caractérisée par un bloc massif recouvert de pierre et de travertin, interrompu par les fenêtres alignées du sous-sol et de la mezzanine séparées par des piliers recouverts de pierre. 
L'intérieur est caractérisé par le grand salon qui se trouve au niveau de la mezzanine, dans lequel se trouvent des œuvres d'art réalisées en 1956 par Francesco Russo sur les idées du peintre Giovanni Brancaccio. Des mosaïques illustrant des scènes rurales et marines sont également présentes dans d'autres salles. 